# Junde de Alurdune
Junde de Alurdune (em árabe: جند الأردن‎; romaniz.: Jund al-Urdunn; lit. "distrito militar do Jordão") foi um dos cinco distritos da Síria durante o período dos califados árabes. Foi estabelecido sob o Califado Ortodoxo e sua capital era Tiberíades por todo seu governo pelos Califados Omíadas e Abássida. Compreendia o sul do Monte Líbano, a Galileia, o sul de Haurã, as Colinas de Golã e muito do leste do Vale do Jordão (especialmente no norte).
As principais cidades além de Tiberíades incluíam Bete-Seã, Acre, Cadasa, Tiro, Pela e Gérasa, e por vezes Nablus. Durante o Califado Fatímida, as principais cidades eram Acre, Tiberíades, Bete-Seã, Jadur, Capitólias (Bete-Ras), Fique, Tiro, Lajjun, Farradia, Cabul e Séforis (Safuria). Ela não incluiu Amã ou a porção sul da atual Jordânia. O Junde de Urdune fez fronteira ao sul com o Junde de Filastine.